# Webbserie
En webbserie är antingen en samling filmavsnitt eller en tecknad serie som produceras direkt för internetpublicering och publiceras digitalt på webben.   

## Tecknade serier för webben
Vissa distribueras kommersiellt av förläggare medan andra egenpubliceras i internetbaserade seriefanzin. I regel är webbserier gratis att läsa, bandbredden betalas helt eller delvis genom reklam eller försäljning av produkter kopplade till serien. Det finns även webbplatser som erbjuder serieskapare möjlighet till gratis webbutrymme och mallar för egna sidor för serier, som exempelvis Smack Jeeves och DrunkDuck. Dessa webbplatser finansieras oftast av reklam och gåvor från användarna.
Några serieskapare har fått god lönsamhet på sina webbserier. Ett exempel Fred Gallagher som jobbar med Megatokyo på heltid, men generellt för genren är detta undantag.  
Serier som förutom i dagspress även publiceras i digital form på internet (till exempel Kalle & Hobbe, Berglins etc.) räknas dock inte som webbserier.
I Sydkorea har det blivit väldigt populärt med webbserier, även kallat för webtoons. Det finns både professionella och amatörer som skapar serier där de professionella får betalt för sina verk. Serierna uppdateras regelbundet, ofta en gång i veckan på en bestämd dag. Vissa av dem har blivit filmatiserade.